# إير أباد
إير أباد (بالفارسية: ایرآباد) هي قرية تقع في قسم بالابند الريفي (مقاطعة فريمان) في إيران.